# شبكات اختبارية
في تقنية البلوكتشين، تعتبر الشبكة الاختبارية  نسخة من شبكة بلوكتشين موجودة، تعمل على نفس الإصدار أو إصدار أحدث من برنامج البلوكتشين الأساسية، ليتم استخدامها للاختبار والتجريب دون المخاطرة بالأموال الحقيقية أو الشبكة الرئيسية.  تعتبر العملات المشفرة، أو الكريبتو، الخاصة بالشبكات الاختبارية منفصلة ومميزة عن العملات الرسمية، حيث ليس لها قيمة، ويمكن الحصول عليها مجانًا من سبيل كريبتو (crypto faucet). 
تسمح الشبكات الاختبارية بتطوير تطبيقات بلوكتشين دون التعرض لخطر فقدان الأموال. 